# Giải đua ô tô Công thức 1 Bahrain 2023
Giải đua ô tô Công thức 1 Bahrain 2023 (tên chính thức là Formula 1 Gulf Air Bahrain Grand Prix 2023) diễn ra vào ngày 5 tháng 3 tại Trường đua Bahrain International ở Sakhir và là chặng đua đầu tiên của giải đua xe Công thức 1 2023.

## Bối cảnh
Oscar Piastri (McLaren) và Logan Sargeant (Williams) sẽ bắt đầu sự nghiệp Công thức 1 của họ trong khi Nyck de Vries (AlphaTauri) đã ra mắt tại Công thức 1 với tư cách là tay đua chính. Pierre Gasly (Alpine) và Fernando Alonso (Aston Martin) sẽ thi đấu lần đầu tiên cho các đội mới của họ. Nico Hülkenberg (Haas) trở lại Công thức 1 với tư cách là tay đua chính sau ba năm vắng bóng sau khi đua cho Aston Martin và đội tiền nhiệm Racing Point vào những năm 2020 và 2022 với tư cách là tay đua dự bị tại năm chặng đua.

### Lựa chọn bộ lốp
Nhà cung cấp lốp xe Pirelli đã cung cấp các bộ lốp hạng C1, C2 và C3 (được chỉ định lần lượt là cứng, trung bình và mềm) để các đội sử dụng tại sự kiện này.

### Thay đổi trên đường đua
Điểm kích hoạt DRS thứ ba được di chuyển xa hơn về phía trước tại vị trí 250 m sau góc cua số 15.

## Tường thuật

### Buổi tập
Trong buổi tập đầu tiên, Sergio Pérez lập thời gian nhanh nhất trước Fernando Alonso và Max Verstappen.
Trong buổi tập thứ hai, Alonso lập thời gian nhanh nhất với 1:30,907 phút trước hai tay đua của Red Bull Racing, Verstappen và Pérez.
Trong buổi tập thứ ba, Alonso lại lập thời gian nhanh nhất với 1:32,340 phút trước hai tay đua của Red Bull, Verstappen và Pérez.

### Vòng phân hạng
Vòng phân hạng bao gồm ba phần với thời gian chạy 45 phút. Trong phần đầu tiên (Q1), các tay đua có 18 phút để tiếp tục tham gia phần thứ hai vòng phân hạng. Tất cả các tay đua đạt được thời gian trong phần đầu tiên với thời gian tối đa 107% thời gian nhanh nhất được phép tham gia cuộc đua. 15 tay đua dẫn đầu lọt vào phần tiếp theo. Carlos Sainz Jr. là tay đua với thời gian nhanh nhất trong khi Logan Sargeant, Kevin Magnussen, Oscar Piastri, Nyck de Vries và Pierre Gasly bị loại trong phần này.
Phần thứ hai (Q2) kéo dài 15 phút và mười tay đua nhanh nhất của phần này đi tiếp vào phần thứ ba của vòng phân hạng. Charles Leclerc là tay đua với thời gian nhanh nhất trong khi Lando Norris, Valtteri Bottas, Chu Quán Vũ, Yuki Tsunoda và Alexander Albon bị loại.
Phần cuối cùng (Q3) kéo dài mười hai phút, trong đó mười vị trí xuất phát đầu tiên được xác định sẵn. Với thời gian là 1:29,708 phút, Verstappen lập thời gian nhanh nhất trước Pérez và Leclerc. Đây cũng là vị trí pole thứ 21 trong sự nghiệp Công thức 1 của anh.

### Cuộc đua chính
Verstappen dẫn đầu thoải mái ngay từ đầu nhưng để mất vị trí dẫn đầu sau lượt đổi lốp đầu tiên. Sau khi xuất phát, Pérez đánh mất vị trí thứ hai vào tay Leclerc vì Leclerc có màn xuất phát nhanh hơn. Sau đó, Alonso và Hamilton đọ sức tại góc cua số 4, tuy nhiên Alonso đã bị Lance Stroll, đồng đội của anh, đâm, khiến cả hai tay đua của Aston Martin tụt xuống vài vị trí. Trước khi đổi lốp lần đầu tiên, Alonso đọ sức với George Russell ở vòng đua thứ 13, tuy nhiên cả hai đều thua Bottas của Alfa Romeo sau khi đổi lốp lần đầu tiên.
Ở vòng đua thứ 13, Piastri phải bỏ cuộc vì gặp phải sự cố điện. Trong khi đó, đồng đội của anh, Lando Norris, cũng gặp vấn đề về động cơ và thủy lực khiến Norris phải vào làn pit năm lần để giải quyết vấn đề. Ở vòng đua thứ 26, Pérez vượt qua Leclerc vì sử dụng lốp mềm và sau đó bứt xa khỏi Leclerc. Sau lượt đổi lốp lần thứ hai, Stroll, người đang chạy đua với một cổ tay bị gãy và ngón chân, vượt qua Russell. Tiếp theo đó, Alonso và Hamilton tranh giành vị trí thứ năm và Alonso đã vượt qua Hamilton tại góc cua số 10 vào vòng đua thứ 38 sau nhiều lần tranh giành qua đi qua lại. Ở vòng đua sau đó, Leclerc phải bỏ cuộc do phần cơ học của chiếc xe đua của anh ta bị hỏng khiến xe an toàn ảo được triển khai lần đầu tiên trong mùa giải. Vào sáu vòng đua sau đó, Alonso vượt qua Sainz Jr. với một cú vượt khó tin ở vòng đua thứ 45. Tiếp theo đó, Gasly vượt qua Albon để giành vị trí thứ chín sau khi xuất phát cuộc đua từ vị trí cuối cùng. Ở vòng đua áp chót, Chu Quán Vũ lập vòng đua nhanh nhất với bộ lốp mềm và đó là vòng đua nhanh nhất thứ hai trong sự nghiệp Công thức 1 của anh.
Max Verstappen giành chiến thắng cuộc đua này trước đồng đội Pérez và Alonso. Ngoài ra, đó cũng là chiến thắng đầu tiên của Verstappen tại Bahrain và đây cũng là chiến thắng lần thứ 36 của anh trong sự nghiệp Công thức 1. Thêm vào đó, Alonso gây bất ngờ trong cuộc đua này sau khi về đích ở vị trí thứ ba và qua đó lên bục trao giải. Các tay đua còn lại ghi điểm là Sainz Jr., Lewis Hamilton, Lance Stroll, George Russell, Bottas, Gasly và Alexander Albon. Cuộc đua này cũng đánh dấu chiến thắng đầu tiên của Red Bull Racing tại Bahrain kể từ năm 2013 và chiến thắng đầu tiên của Verstappen tại chặng đua này. Thêm vào đó, cuộc đua này cũng là chiến thắng đầu tiên của Red Bull Racing tại chặng đua mở màn mùa giải kể từ giải đua ô tô Công thức 1 Úc 2011.

## Kết quả

### Vòng phân hạng
| Vị trí                   | Số xe | Tay đua          | Đội đua                      | Q1        | Q2                  | Q3                  | Vị trí xuất phát |
| ------------------------ | ----- | ---------------- | ---------------------------- | --------- | ------------------- | ------------------- | ---------------- |
| 1                        | 1     | Max Verstappen   | Red Bull Racing-Honda RBPT   | 1:31,295  | 1:30,503            | 1:29,708            | 1                |
| 2                        | 11    | Sergio Pérez     | Red Bull Racing-Honda RBPT   | 1:31,479  | 1:30,746            | 1:29,846            | 2                |
| 3                        | 16    | Charles Leclerc  | Ferrari                      | 1:31,094  | 1:30,282            | 1:30,000            | 3                |
| 4                        | 55    | Carlos Sainz Jr. | Ferrari                      | 1:30,993  | 1:30,515            | 1:30,154            | 4                |
| 5                        | 14    | Fernando Alonso  | Aston Martin Aramco-Mercedes | 1:31,158  | 1:30,645            | 1:30,336            | 5                |
| 6                        | 63    | George Russell   | Mercedes                     | 1:31,057  | 1:30,507            | 1:30,340            | 6                |
| 7                        | 44    | Lewis Hamilton   | Mercedes                     | 1:31,543  | 1:30,513            | 1:30,384            | 7                |
| 8                        | 18    | Lance Stroll     | Aston Martin Aramco-Mercedes | 1:31,184  | 1:31,127            | 1:30,836            | 8                |
| 9                        | 31    | Esteban Ocon     | Alpine-Renault               | 1:31,508  | 1:30,914            | 1:30,984            | 9                |
| 10                       | 27    | Nico Hülkenberg  | Haas-Ferrari                 | 1:31,204  | 1:30,809            | Không lập thời gian | 10               |
| 11                       | 4     | Lando Norris     | McLaren-Mercedes             | 1:31,6521 | 1:31,381            | –                   | 11               |
| 12                       | 77    | Valtteri Bottas  | Alfa Romeo-Ferrari           | 1:31,652  | 1:31,381            | –                   | 12               |
| 13                       | 24    | Chu Quán Vũ      | Alfa Romeo-Ferrari           | 1:31,504  | 1:31,443            | –                   | 13               |
| 14                       | 22    | Yuki Tsunoda     | AlphaTauri-Honda RBPT        | 1:31,615  | 1:31,473            | –                   | 14               |
| 15                       | 23    | Alexander Albon  | Williams-Mercedes            | 1:31,400  | Không lập thời gian | –                   | 15               |
| 16                       | 2     | Logan Sargeant   | Williams-Mercedes            | 1:31,6521 | –                   | –                   | 16               |
| 17                       | 20    | Kevin Magnussen  | Haas-Ferrari                 | 1:31,892  | –                   | –                   | 17               |
| 18                       | 81    | Oscar Piastri    | McLaren-Mercedes             | 1:32,101  | –                   | –                   | 18               |
| 19                       | 21    | Nyck de Vries    | AlphaTauri-Honda RBPT        | 1:32,121  | –                   | –                   | 19               |
| 20                       | 10    | Pierre Gasly     | Alpine-Renault               | 1:32,181  | –                   | –                   | 20               |
| Thời gian 107%: 1:37,362 |       |                  |                              |           |                     |                     |                  |

Chú thích:
- ^1  – Lando Norris và Logan Sargeant lập thời gian giống hệt nhau trong phần đầu tiên của vòng phân hạng (Q1), thế nhưng, Norris tiếp tục tham gia phần thứ hai của vòng phân hạng (Q2) vì lập vòng đua sớm hơn.[11]

### Cuộc đua chính
| Vị trí                                                                                             | Số xe | Tay đua          | Đội đua                      | Số vòng | Thời gian/ Bỏ cuộc | Vị trí xuất phát | Số điểm |
| -------------------------------------------------------------------------------------------------- | ----- | ---------------- | ---------------------------- | ------- | ------------------ | ---------------- | ------- |
| 1                                                                                                  | 1     | Max Verstappen   | Red Bull Racing-Honda RBPT   | 57      | 1:33:56,736        | 1                | 25      |
| 2                                                                                                  | 11    | Sergio Pérez     | Red Bull Racing-Honda RBPT   | 57      | + 11,987           | 2                | 18      |
| 3                                                                                                  | 14    | Fernando Alonso  | Aston Martin Aramco-Mercedes | 57      | + 38,637           | 5                | 15      |
| 4                                                                                                  | 55    | Carlos Sainz Jr. | Ferrari                      | 57      | + 48,052           | 4                | 12      |
| 5                                                                                                  | 44    | Lewis Hamilton   | Mercedes                     | 57      | + 50,977           | 7                | 10      |
| 6                                                                                                  | 18    | Lance Stroll     | Aston Martin Aramco-Mercedes | 57      | + 54,502           | 8                | 8       |
| 7                                                                                                  | 63    | George Russell   | Mercedes                     | 57      | + 55,873           | 6                | 6       |
| 8                                                                                                  | 77    | Valtteri Bottas  | Alfa Romeo-Ferrari           | 57      | + 1:12,647         | 12               | 4       |
| 9                                                                                                  | 10    | Pierre Gasly     | Alpine-Renault               | 57      | + 1:13,753         | 20               | 2       |
| 10                                                                                                 | 23    | Alexander Albon  | Williams-Mercedes            | 57      | + 1:29,774         | 15               | 1       |
| 11                                                                                                 | 22    | Yuki Tsunoda     | AlphaTauri-Honda RBPT        | 56      | + 1:30,870         | 14               |         |
| 12                                                                                                 | 2     | Logan Sargeant   | Williams-Mercedes            | 56      | + 1 vòng           | 16               |         |
| 13                                                                                                 | 20    | Kevin Magnussen  | Haas-Ferrari                 | 56      | + 1 vòng           | 17               |         |
| 14                                                                                                 | 21    | Nyck de Vries    | AlphaTauri-Honda RBPT        | 56      | + 1 vòng           | 19               |         |
| 15                                                                                                 | 27    | Nico Hülkenberg  | Haas-Ferrari                 | 56      | + 1 vòng1          | 10               |         |
| 16                                                                                                 | 24    | Chu Quán Vũ      | Alfa Romeo-Ferrari           | 56      | + 1 vòng           | 13               |         |
| 17                                                                                                 | 4     | Lando Norris     | McLaren-Mercedes             | 55      | + 2 vòng           | 11               |         |
| Bỏ cuộc                                                                                            | 31    | Esteban Ocon     | Alpine-Renault               | 41      | Lỗi kỹ thuật       | 9                |         |
| Bỏ cuộc                                                                                            | 16    | Charles Leclerc  | Ferrari                      | 39      | Động cơ            | 3                |         |
| Bỏ cuộc                                                                                            | 81    | Oscar Piastri    | McLaren-Mercedes             | 13      | Điện hỏng          | 18               |         |
| Vòng đua nhanh nhất: Chu Quán Vũ (Alfa Romeo-Ferrari) - 1:33,996 (vòng đua thứ 56)                 |       |                  |                              |         |                    |                  |         |
| Tay đua xuất sắc nhất cuộc đua: Fernando Alonso (Aston Martin Aramco-Mercedes), 53,3% số phiếu bầu |       |                  |                              |         |                    |                  |         |

Chú thích:
- ^1  – Nico Hülkenberg nhận một án phạt 15 giây vì đi chệch đường đua thường xuyên nhưng vị trí về đích của anh không bị ảnh hưởng.[12]

## Bảng xếp hạng sau cuộc đua

### Bảng xếp hạng các tay đua
| Vị trí | Tay đua          | Đội đua                      | Số điểm |
| ------ | ---------------- | ---------------------------- | ------- |
| 1      | Max Verstappen   | Red Bull Racing-Honda RBPT   | 25      |
| 2      | Sergio Pérez     | Red Bull Racing-Honda RBPT   | 18      |
| 3      | Fernando Alonso  | Aston Martin Aramco-Mercedes | 15      |
| 4      | Carlos Sainz Jr. | Ferrari                      | 12      |
| 5      | Lewis Hamilton   | Mercedes                     | 10      |
| 6      | Lance Stroll     | Aston Martin Aramco-Mercedes | 8       |
| 7      | George Russell   | Mercedes                     | 6       |
| 8      | Valtteri Bottas  | Alfa Romeo-Ferrari           | 4       |
| 9      | Pierre Gasly     | Alpine-Renault               | 2       |
| 10     | Alexander Albon  | Williams-Mercedes            | 1       |

- Lưu ý: Chỉ có mười vị trí đứng đầu được liệt kê trong bảng xếp hạng này.

### Bảng xếp hạng các đội đua
| Vị trí | Đội đua                      | Số điểm |
| ------ | ---------------------------- | ------- |
| 1      | Red Bull Racing-Honda RBPT   | 43      |
| 2      | Aston Martin Aramco-Mercedes | 23      |
| 3      | Mercedes                     | 16      |
| 4      | Ferrari                      | 12      |
| 5      | Alfa Romeo-Ferrari           | 4       |
| 6      | Alpine-Renault               | 2       |
| 7      | Williams-Mercedes            | 1       |
| 8      | AlphaTauri-Honda RBPT        | 0       |
| 9      | Haas-Ferrari                 | 0       |
| 10     | McLaren-Mercedes             | 0       |